# Frank R. Paul
Frank Rudolph Paul (* 18. April 1884 in Wien; † 29. Juni 1963 in Teaneck, New Jersey) war ein austro-amerikanischer Illustrator von Science-Fiction-Stories.
Paul war ein ausgebildeter Architekt und wurde berühmt durch seine Illustrationen für die ersten amerikanischen Science-Fiction-Magazine. Drei Jahre hindurch, von 1926 bis 1929, stammte jedes Cover der Zeitschrift Amazing Stories, die von dem gebürtigen Luxemburger Hugo Gernsback (eigentlich Gernsbacher) herausgegeben wurde, von Paul. Sein dramatischer und detailgenauer Darstellungsstil mit Robotern, Raumschiffen und eindrucksvollen Zukunftsstädten machte Schule. Frank R. Paul gilt als der erste Illustrator, der das Bild einer Raumstation entwarf.
2009 wurde er postum in die Science Fiction Hall of Fame aufgenommen.

## Weblink
- The Official Frank R. Paul Gallery